# 阿尔金山脉

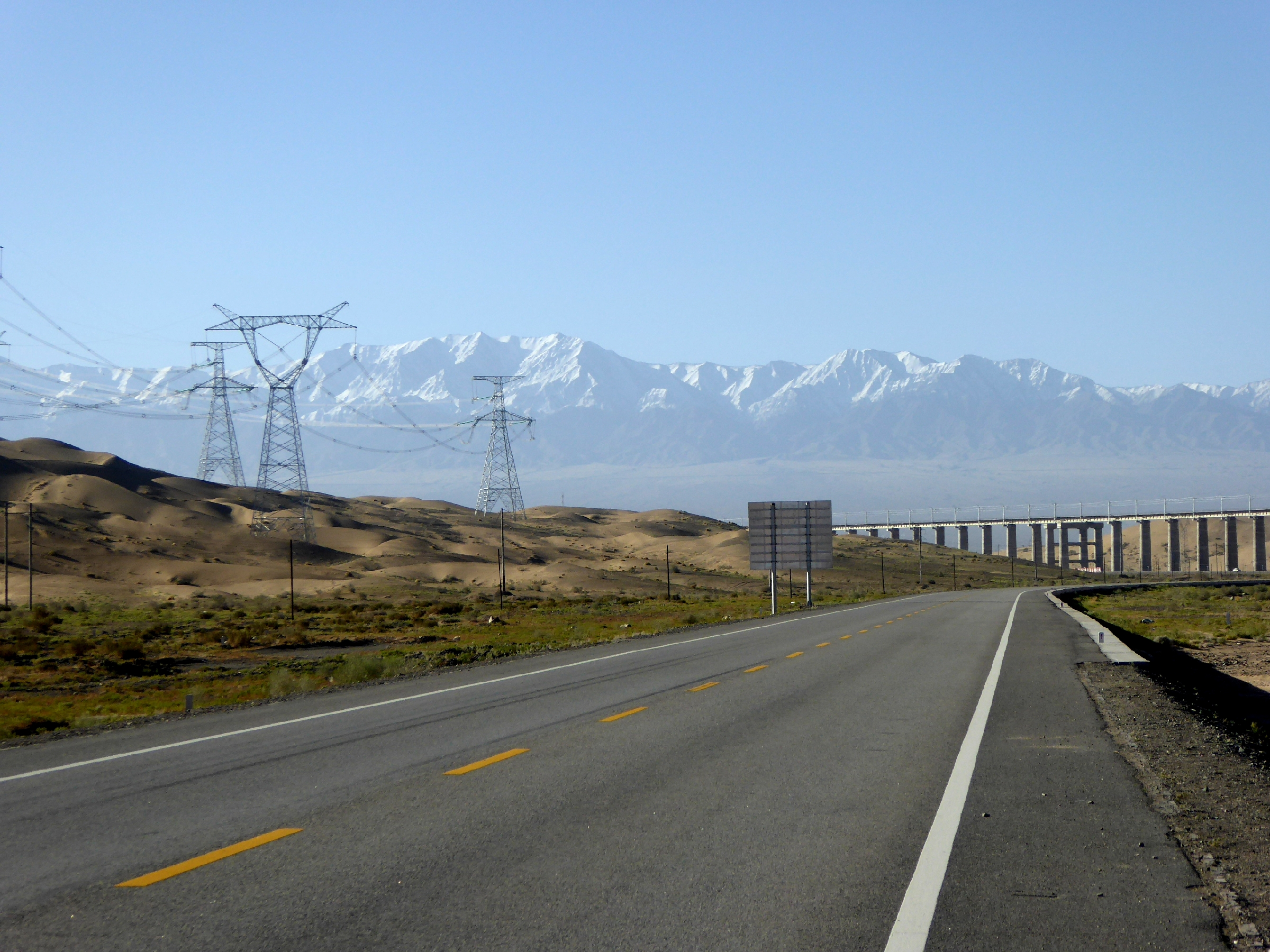
阿克塞哈萨克族自治县域内的山脉远景

阿尔金山脉（維吾爾語：ئالتىن تاغ‎，拉丁维文：Altin Tagh，意為「金山」），山脉位于青藏高原北面，是构成青藏高原北边屏障的山脉之一，也是柴达木盆地与塔里木盆地的界山。位置介于北纬37°～39°30′之间，东经86°～94°10'之间，大致呈东西走向，东面与祁连山衔接，西端昆仑山分界，全长720公里，最宽处超过100公里，面积6.2万平方公里。
阿尔金山脉西高东低，一般海拔3500至4000米，最高峰为苏拉木塔格峰，海拔6295米，位于新疆南部苏拉木塔格山的主脊。阿尔金山山体两翼不对称，北坡相对高度可达2500米以上，南坡地势缓和，高差小。
山脉的气候十分干燥。3000米中山带年降水量在100毫米以下，山坡上干燥剥蚀强烈，形成黄土状物质堆积；3500米的亚高山带年降水量稍增，但仍然干旱；4000米的高山带干旱寒冷，寒冻风化强烈；5500米以上的山峰终年积雪和有现代冰川发育。
河流水量主要靠冰雪融水补给，水量不大；山系跨越青海、甘肃和新疆三个省区。